# Dessiati Kilometr
Dessiati Kilometr - Десятый Километр (rus) - és un khútor del krai de Krasnodar, a Rússia. Es troba als vessants septentrionals del Caucas occidental, a la vora esquerra del riu Pxekha, a 29 km al sud d'Apxeronsk i a 108 km al sud-est de Krasnodar, la capital.
Pertany al municipi de Txernígovskoie.